# Deppea obtusiflora
Deppea obtusiflora är en måreväxtart som först beskrevs av George Bentham, och fick sitt nu gällande namn av George Bentham. Deppea obtusiflora ingår i släktet Deppea och familjen måreväxter. Inga underarter finns listade i Catalogue of Life.